# Свинорылые женщины
Рассказы о свинорылых женщинах — жанр западноевропейского фольклора, возникший в Нидерландах, Англии и Франции в конце 1630-х годов: легенды о богатой даме, наделённой обычным человеческим телом и рылом (или головой) свиньи.

## Основной сюжет
Хотя истории о свинорылых женщинах отличаются в деталях, сюжет их в целом типичен. Беременная женщина благородного происхождения, встретив на улице нищенку с детьми, прогоняет её и при этом тем или иным образом сравнивает детей нищенки со свиньями. За что подвергается проклятиям, и, когда дело доходит до рождения ребёнка, рождается девочка, здоровая и прекрасно развитая во всех отношениях, за исключением того, что вместо лица у неё — свиное рыло.
Ребёнок растёт здоровым, но его поведение отчасти напоминает повадки свиней. Девочка ест из серебряного корытца, а когда говорит, речь её напоминает хрюканье. Единственный ребенок своих родителей, она должна унаследовать большое состояние, но её родители обеспокоены тем, что будет с ней после их смерти. Они пытаются либо найти мужчину, который согласится жениться на ней, либо пожертвовать свои капиталы приюту, который обязался бы пожизненно за ней ухаживать.
Несмотря на то, что возникла эта городская легенда почти одновременно в Нидерландах, Англии и Франции, широкое распространение и известность она получила только в Англии, а затем ещё в Ирландии. В 1861 году Чарльз Диккенс обратил внимание на долговечность веры в свинорылых женщин в Англии, отметив, что «в любом поколении, пожалуй, была леди со свиной мордой».

## Происхождение
Несмотря на широкое распространение легенд о людях в зверином обличии, до XVII века в Европе не появлялись истории о свинорылых людях. В 1829 году статья в «Ежеквартальном журнале науки, литературы и искусства» упоминала циркулировавшую в Париже в 1595 году подобную легенду, но утверждала, что никаких деталей или доказательств она при этом не имела. Начало распространения легенды в Англии относят к концу 1639 года.
Наиболее ранняя версия легенды сохранилась в нидерландской брошюре о жительнице Амстердама по фамилии Якобс. В 1621 году с ней якобы приключилась описанная выше история, в результате чего её дочь родилась с головой свиньи.
Теория о происхождении легенды была предложена издателем Робертом Чемберсом в 1864 году. Согласно этой теории, в начале XVII века на самом деле родился ребёнок с дефектом лица, делающим его похожим на свиное рыло, и дефектом речи, напоминающим хрюканье. Тератология — наука, изучающая врождённые уродства отдельных органов и целых организмов, была тогда в зачаточном состоянии, и была широко распространена теория так называемого материнского впечатления (о том, что мысли беременной женщины и события в её жизни могут повлиять на внешний вид её будущих детей). Вполне возможно, что рождение ребёнка с дефектами внешности привело к созданию образа нищенки в качестве возможного объяснения появления этих дефектов, с более поздними добавлениями или искажениями издателей.
Исследователи XXI века, в свою очередь, предполагают, что миф о свинорылой женщине возник как сочетание двух более ранних историй. Средневековая нидерландская легенда о Маргарите из Хеннеберга рассказывает о богатой аристократке, которая прогнала нищую женщину с её детьми-близнецами и была за это обречена на рождение 365 детей. В аналогичной французской народной сказке дворянка назвала детей нищенки «поросятами» и впоследствии сама разродилась помётом из девяти свинок.

## Развитие
В ранних вариантах легенд свиноподобная внешность героини объявлялась результатом колдовства. После свадьбы супругу женщины-свиньи предоставлялось выбрать, будет ли она выглядеть красавицей для него, но свиньёй для всех остальных людей или, напротив, красавицей для других, но свиньёй для собственного мужа. Муж отвечал, что уступает выбор самой жене, после чего колдовские чары рассеивались и свиное обличье исчезало. Легенды приобрели особенную популярность в Англии и Ирландии.
Позднее волшебные элементы сюжета были утрачены, и существование свинорылых женщин стало восприниматься как непреложный факт. В Дублине начала XIX века рассказывали, будто известная дама-филантроп Гризельда Стивенс (англ. Griselda Steevens; 1653—1746) вела жизнь затворницы и никогда не выходила из дому из-за того, что имела облик свиньи. В конце 1814 — начале 1815 годов по Лондону распространились слухи о свинорылой женщине, якобы жившей в лондонском квартале Марилебон. О существовании «свинорылой дамы» с Манчестер-сквер говорили и писали как о вполне достоверном; в британской печати того времени публиковались её многочисленные предполагаемые портреты. С повсеместным распространением веры в женщин-свиней владельцы уличных балаганов стали выставлять под видом «свинорылых дам» обритых медведей, наряженных в женское платье.

## Упадок легенды
Со временем вера в свинорылых женщин ослабела. Последняя значительная печатная работа, объявлявшая их существование подлинным, была опубликована в 1924 году.
К середине XX века легенда окончательно утратила популярность и вышла из фольклорного обихода. Тем не менее и в XXI веке в некоторых передвижных выставках восковых фигур демонстрируются фигуры британок, якобы обладавших лицом, в результате какой-то врождённой мутации напоминавшим свиное рыло.